# Manolo Vázquez
Manuel Vázquez Garcés (Sevilla, 21 de agosto de 1930-Sevilla, 14 de agosto de 2005) fue un torero español.

## Biografía
Nació en el Barrio de San Bernardo de Sevilla, y fue conocido por los apodos de “El Sócrates de San Bernardo” y "El Brujo de San Bernardo". Tomó la alternativa en la Real Maestranza de Sevilla el 6 de octubre de 1951 ante el toro Perdulario de la ganadería de Domingo Ortega, actuando como padrino su hermano Pepe Luis Vázquez y como testigo Antonio Bienvenida. Estos mismos espadas le confirmaron la alternativa al día siguiente en la Plaza de las Ventas de Madrid ante toros de Domingo Ortega, recibiendo durante la lidia una grave cornada. Se retiró en 1968 tras haber participado durante su vida en más de 300 corridas. Reapareció con 50 años el 19 de abril de 1981 en Sevilla ante toros de Juan Pedro Domecq. Esa tarde le concedió la alternativa a su sobrino Pepe Luis, actuando como testigo Curro Romero.
Entre las mejores faenas de su vida artística, se encuentran la que tuvo lugar en la plaza de toros de El Toreo de México Distrito Federal a comienzos de 1954, donde cortó un rabo, la de la Feria de San Isidro del año 1957, cuando le cortó las dos orejas a un toro de la ganadería de Cobaleda y la Corrida del Corpus celebrada el 18 de junio de 1981 en la Maestranza de Sevilla, con toros de Bernardino Piriz, donde alternó con Curro Romero y Rafael de Paula, en la que tuvo una sensacional actuación que le permitió salir por primera vez en su carrera por la Puerta del Príncipe de esa plaza.Esta corrida paso a la historia con el sobrenombre de la corrida del arte.
Se retiró definitivamente de los ruedos el 12 de octubre de 1983, tras un mano a mano con Antoñete en la plaza de toros de la Maestranza de Sevilla.
Esa tarde obtuvo un clamoroso triunfo, cortó cuatro orejas, una de un toro de la ganadería de Juan Pedro Domecq, dos de otro del hierro de González Sánchez-Dalp y una de un animal de Núñez Moreno de Guerra, abandonó el coso por segunda vez en su vida a hombros por la Puerta del Príncipe.

## Reconocimientos
En el año 1997 se le concedió la medalla de Andalucía por su inigualable maestría y singular esplendor plástico como torero y en el  2002 la Medalla de Oro de las Bellas Artes del Estado español que le fue entregada en Granada el 17 de septiembre de 2003 por el rey Juan Carlos I.
Tras su fallecimiento ocurrido en agosto del 2005, el  alcalde de Sevilla Alfredo Sánchez Monteseirín informó de la construcción de un monumento como homenaje a su figura.
Este monumento situado frente a la plaza de toros de la Real Maestranza de Sevilla, fue inaugurado el 11 de junio de 2009, en él se representa al torero en el momento de citar a un toro con la muleta. Es obra del escultor Luis Álvarez Duarte.